# Wang (Oberbayern)
Wang ist eine ländlich geprägte Gemeinde im nördlichen oberbayerischen Landkreis Freising. Der namensgebende Hauptort Wang liegt am Zusammenfluss von Amper und Isar. Die Gemeinde ist Mitglied der Verwaltungsgemeinschaft Mauern.

## Geographie

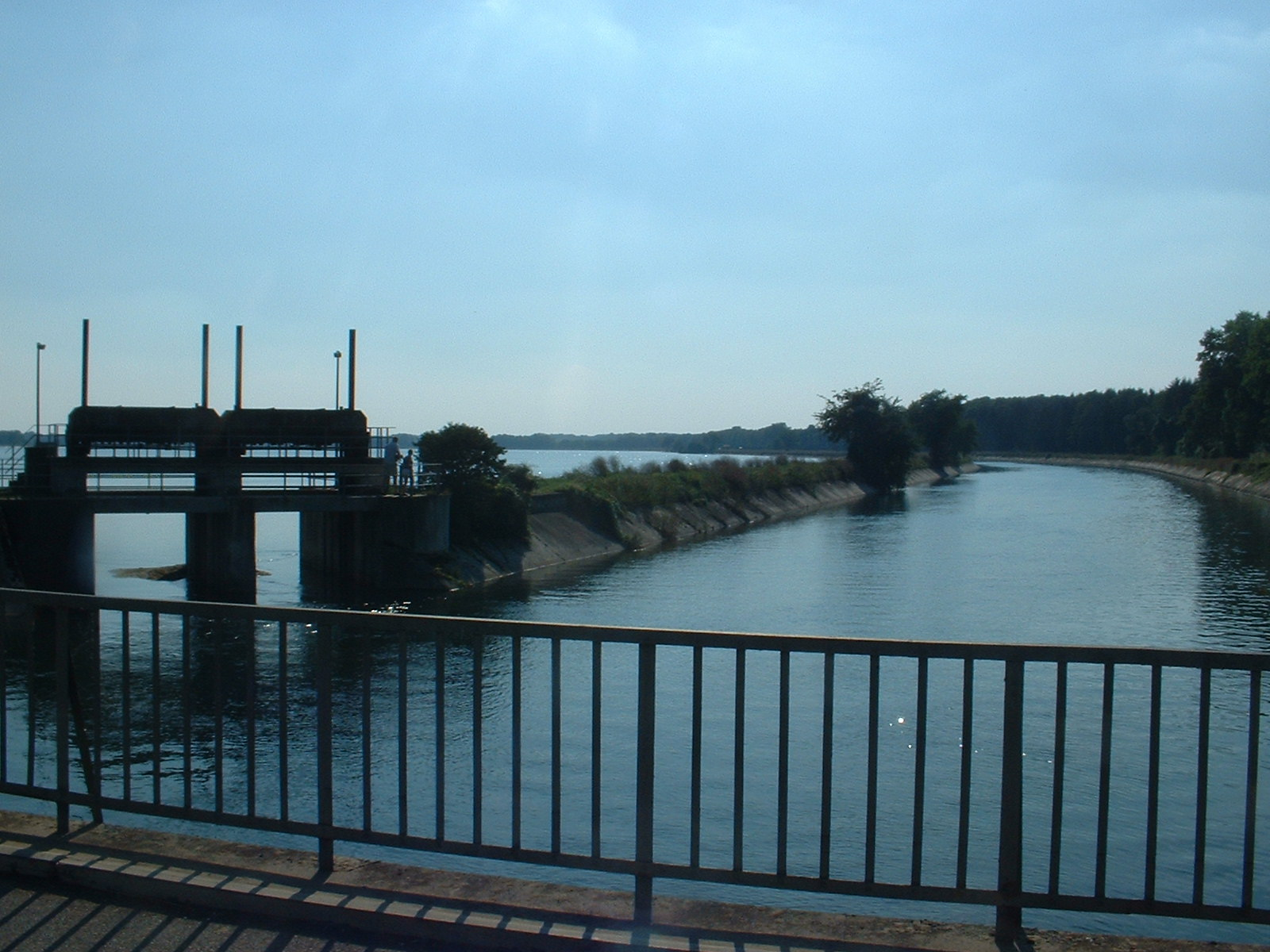
Isarkanal und Ausgleichsweiher

### Lage
Das eine Fläche von 31,19 km² umfassende recht weiträumige Gemeindegebiet erstreckt sich von der östlich gelegenen Volkmannsdorferau links der Isar über Zusammenfluss von Isar und Amper in westlicher Richtung bis zum Gemeindegebiet von Zolling. Der Hauptort Wang liegt zwischen Bruckberg, Mauern und Moosburg nahe dem Zusammenfluss von Amper und Isar.

### Gemeindegliederung
Die Gemeinde hat 25 Gemeindeteile (in Klammern ist der Siedlungstyp angegeben):
- Aselmühle (Einöde)
- Bergen (Kirchdorf)
- Burgschlag (Weiler)
- Dornhaselbach (Weiler)
- Einhausen (Einöde)
- Grub (Einöde)
- Hagsdorf (Dorf)
- Holzdobl (Einöde)
- Holzerhof (Einöde)
- Inzkofen (Weiler)
- Isareck (Schloss)
- Pfettrach (Dorf)
- Schlag (Weiler)
- Schöneck (Einöde)
- Schweinersdorf (Pfarrdorf)
- Sixthaselbach (Kirchdorf)
- Spörerau (Dorf)
- Thalbach (Dorf)
- Thulbach (Kirchdorf)
- Volkmannsdorf (Pfarrdorf)
- Volkmannsdorferau (Dorf)
- Wang (Kirchdorf)
- Weghausen (Einöde)
- Wittibsmühle (Kloster)
- Zieglberg (Weiler)

Im Gemeindeteil Volkmannsdorferau befindet sich der 1,16 km² große Moosburger Ausgleichsweiher, der zum Naturschutzgebiet Vogelfreistätte Mittlere Isarstauseen gehört. Hier schneidet auch die A 92 das Gemeindegebiet.

## Geschichte

### Bis zur Gemeindegründung
Der Ort Wang wurde erstmals 783 urkundlich erwähnt. Älter sind die Orte Bergen, das im Jahr 722 als „Perge“ erwähnt wird und Thulbach, das im Jahr 754 erwähnt wurde. Große Teile des Gebiets der heutigen Gemeinde gehörten zum Amt bzw. zur Herrschaft Isareck im baierischen Landgericht Moosburg. Die Herrschaft gelangte wahrscheinlich über die Grafen von Moosburg an die Wittelsbacher. Das heutige Schloss wurde in den Jahren 1559 bis 1570 vom Moosburger Baumeister Asmus Hälmayr für Herzog Albrecht V. als Vierflügelanlage erbaut und befindet sich seit 1824 in Besitz der Grafen La Rosée. Wang wurde, ebenso wie die heutigen Gemeindeteile Schweinersdorf, Inzkofen und Volkmannsdorferau, im Zuge der Verwaltungsreformen in Bayern 1818 eine selbstständige politische Gemeinde.

### Religion
Katholische Pfarreien im Gemeindegebiet sind St. Laurentius und St. Petrus, die beide zum Pfarrverband Mauern gehören. Eine evangelisch-lutherische Kirchengemeinde findet sich im benachbarten Moosburg an der Isar.

### Eingemeindungen und Gebietsabtretungen
Im Zuge der Gebietsreform in Bayern wurde am 1. April 1971 ein Teil der aufgelösten Gemeinde Schweinersdorf eingegliedert. Volkmannsdorferau kam am 1. Januar 1972 hinzu. Inzkofen mit dem Hauptort der ehemaligen Gemeinde Schweinersdorf folgte am 1. Mai 1978.
Am 1. Mai 1978 wurde die Siedlung Uppenbornstraße, die vorher zur Gemeinde Volkmannsdorferau gehört hatte, an die Stadt Moosburg an der Isar abgetreten.

### Einwohnerentwicklung
Zwischen 1988 und 2018 wuchs die Gemeinde von 1446 auf 2582 um 1136 Einwohner bzw. um 78,6 %.

## Politik

### Gemeinderat
Der Gemeinderat besteht aus 14 ehrenamtlich tätigen Bürgern, die sich bei den Kommunalwahlen 2014 und 2020 folgendermaßen auf die einzelnen Listen verteilen:
| Wählergruppe                            | 2020 | 2014 |
| --------------------------------------- | ---- | ---- |
| FW Gemeinschaft Inzkofen                | 4    | 5    |
| Wählergemeinschaft Wang - Volkmannsdorf | 6    | 4    |
| Zukunft Gemeinde Wang                   | -    | 2    |
| FW Volkmannsdorferau                    | 4    | 3    |

Nach Prozenten wurde folgendermaßen abgestimmt:
| Wählergruppe                            | 2020   | 2014   |
| --------------------------------------- | ------ | ------ |
| FW Gemeinschaft Inzkofen                | 32,9 % | 38,5 % |
| Wählergemeinschaft Wang - Volkmannsdorf | 41,4 % | 25,7 % |
| Zukunft Gemeinde Wang                   | -      | 16,8 % |
| FW Volkmannsdorferau                    | 25,7   | 19,1 % |

### Bürgermeister
Bei der Bürgermeisterwahl 2020 wurde in der Stichwahl Markus Stöber (WWV) zum neuen Bürgermeister gewählt. Er setzte sich mit 59,4 % der abgegebenen Stimmen gegen Josef Schwaiger (FWI) durch und wurde dadurch Nachfolger des seit 2008 amtierenden Bürgermeisters Hans Eichinger, der aus Altersgründen nicht mehr antrat.

### Wappen und Flagge
Blasonierung: „In Silber ein blauer Wellenbalken, oben ein oberhalber roter Karfunkelstein mit fünf geblumten Stacheln, unten nebeneinander zwei abgewandte blaue Pflugscharen.“ Die gleichzeitig genehmigte rot-weiß-blaue Gemeindeflagge wird nicht verwendet.

## Kultur und Sehenswürdigkeiten
Das an der Isar gelegene Schloss Isareck wurde von Herzog Albrecht V. von Bayern im 16. Jahrhundert erbaut. Seit 1824 ist es Besitz der Grafen La Rosée.
Kirchenbauten sind u. a.:
- Pfarrkirche St. Laurentius (Volkmannsdorf)
- Filialkirche St. Johannes der Täufer (Wang)
- Pfarrkirche St. Petrus (Schweinersdorf)
- Filialkirche St. Andreas im Ortsteil Thulbach

## Verkehr
Nächstgelegener Bahnhof vom Hauptort Wang aus ist Moosburg an der Isar. Seit Mitte Dezember 2023 gibt es die MVV-Buslinie 687, die verschiedene Ortsteile der Gemeinde Wang untereinander verbindet, sowie eine Verbindung schafft zum Bahnhof Moosburg und zum Gewerbegebiet Degernpoint. Die Bahnstrecke München–Regensburg verläuft kurz durch das Gemeindegebiet, ebenso die A 92. 
Die Zentralorte der Gemeinde, Wang und Volkmannsdorf, werden durch die Staatsstraße 2045 nach Bruckberg, Moosburg und Mauern angebunden. Die Isarbrücke bei Volkmannsdorf verbindet Volkmannsdorferau mit dem Rest des Gemeindegebiets. Die wichtige Ortsdurchfahrt der Staatsstraße 2045 am Ligeder Berg im Wanger Ortsteil Volkmannsdorf war ab dem 19.  Dezember 2017 gesperrt und später nur einseitig befahrbar. Eine Lösung für die Sanierung des Ligeder Bergs scheint nach langem Hin und Her im April 2022 endlich gefunden.